# Lanmodez
Lanmodez [lɑ̃modɛ], Lanvaodez en langue bretonne, est une commune française située dans le département des Côtes-d'Armor, en région Bretagne.

## Géographie

### Situation

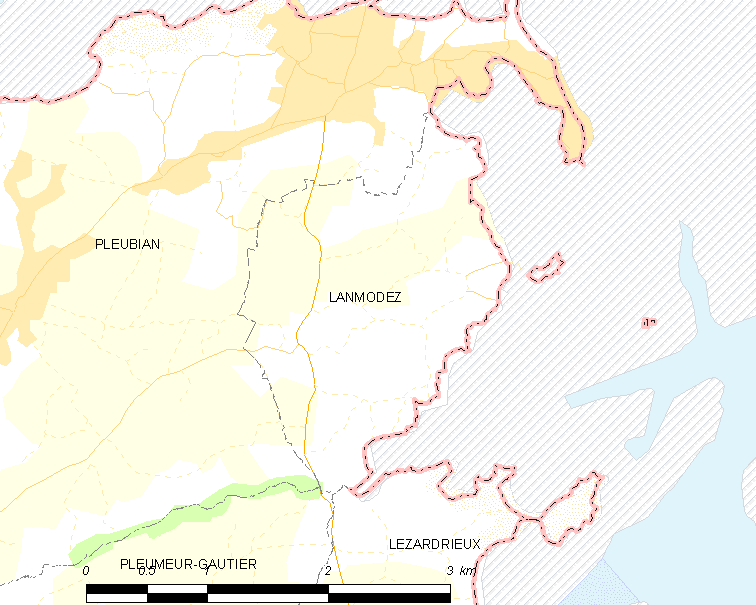

La commune est située dans le nord des Côtes-d'Armor, sur la presqu'île sauvage de Lézardrieux, entre Paimpol et Tréguier. La commune est située le long de l'estuaire du Trieux, sur la rive gauche, près de l'endroit où il se jette dans la Manche.
Les côtes développent de nombreuses îles, parmi lesquelles l'île Maudez, propriété privée, ainsi que l'île Coalen, accessible à marée basse, sur laquelle il y a une allée couverte, classée au titre des monuments historiques.

### Communes limitrophes
La commune de Lanmodez est limitrophe de 3 communes.
| Pleubian         | Pleubian    | Manche      |
| Pleubian         | Lanmodez    | Manche      |
| Pleumeur-Gautier | Lézardrieux | Lézardrieux |

### Hydrographie
Pour un article plus général, voir Réseau hydrographique des Côtes-d'Armor.
La commune est située dans le bassin Loire-Bretagne. Elle est drainée par le Bouillenou,.

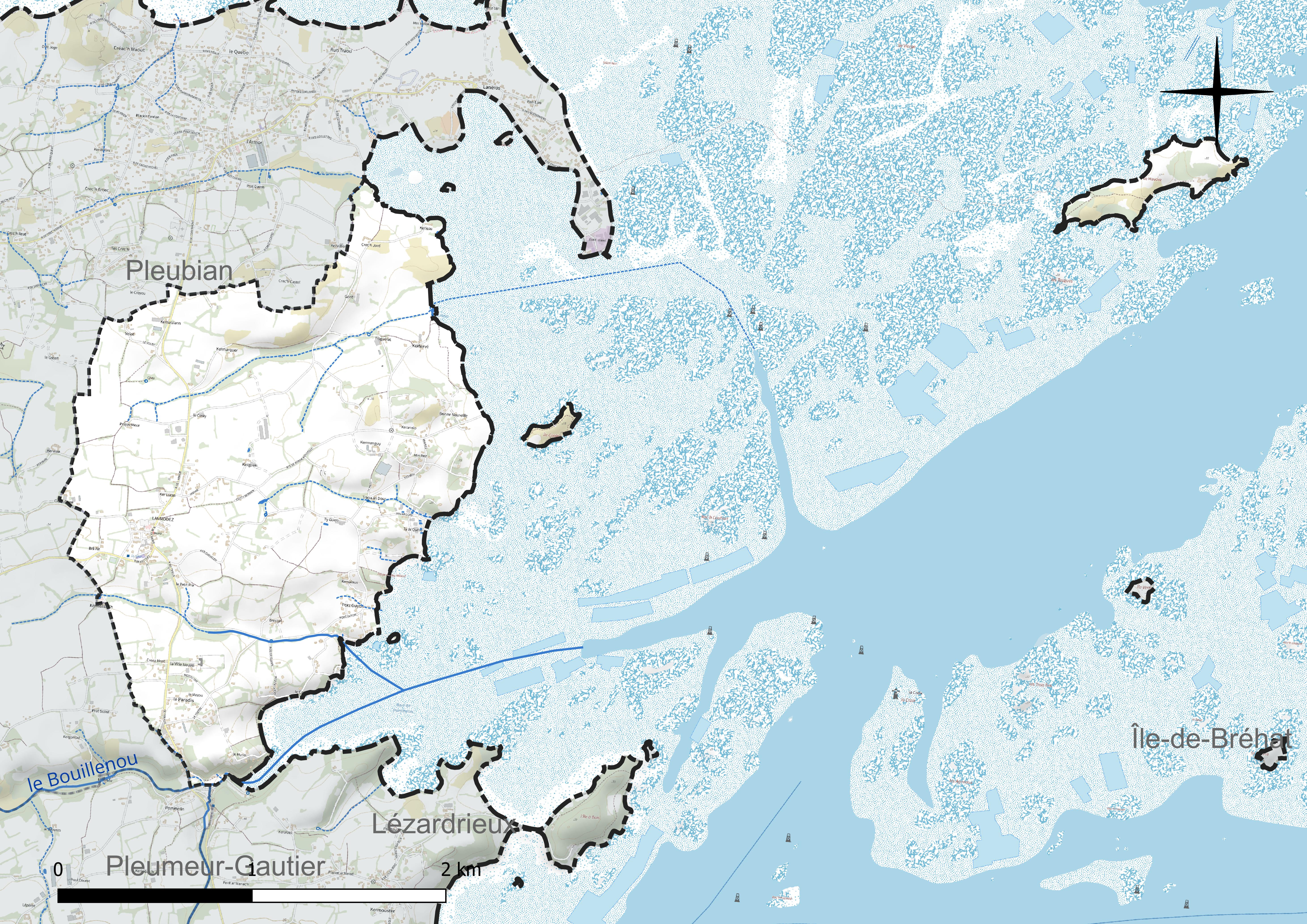
Réseau hydrographique de Lanmodez.

### Climat
Pour des articles plus généraux, voir Climat de la Bretagne et Climat des Côtes-d'Armor.
En 2010, le climat de la commune est de type climat océanique franc, selon une étude du Centre national de la recherche scientifique s'appuyant sur une série de données couvrant la période 1971-2000. En 2020, Météo-France publie une typologie des climats de la France métropolitaine dans laquelle la commune est exposée à un climat océanique et est dans la région climatique Finistère nord, caractérisée par une pluviométrie élevée, des températures douces en hiver (6 °C), fraîches en été et des vents forts. Parallèlement l'observatoire de l'environnement en Bretagne publie en 2020 un zonage climatique de la région Bretagne, s'appuyant sur des données de Météo-France de 2009. La commune est, selon ce zonage, dans la zone « Littoral », exposée à un climat venté, avec des étés frais mais doux en hiver et des pluies moyennes.
Pour la période 1971-2000, la température annuelle moyenne est de 11,2 °C, avec  une amplitude thermique annuelle de 10,1 °C. Le cumul annuel moyen de précipitations est de 715 mm, avec 13,2 jours de précipitations en janvier et 6,6 jours en juillet. Pour la période 1991-2020, la température moyenne annuelle observée sur la station météorologique la plus proche, située sur la commune d'Île-de-Bréhat à huit km à vol d'oiseau, est de 12,5 °C et le cumul annuel moyen de précipitations est de 760,5 mm,. Pour l'avenir, les paramètres climatiques de la commune estimés pour 2050 selon différents scénarios d'émission de gaz à effet de serre sont consultables sur un site dédié publié par Météo-France en novembre 2022.

## Urbanisme

### Typologie
Au 1er janvier 2024, Lanmodez est catégorisée commune rurale à habitat dispersé, selon la nouvelle grille communale de densité à 7 niveaux définie par l'Insee en 2022.
Elle appartient à l'unité urbaine de Paimpol, une agglomération intra-départementale dont elle est une commune de la banlieue,. La commune est en outre hors attraction des villes,.
La commune, bordée par la Manche, est également une commune littorale au sens de la loi du 3 janvier 1986, dite loi littoral. Des dispositions spécifiques d’urbanisme s’y appliquent dès lors afin de préserver les espaces naturels, les sites, les paysages et l’équilibre écologique du littoral, tel le principe d'inconstructibilité, en dehors des espaces urbanisés, sur la bande littorale des 100 mètres, ou plus si le plan local d’urbanisme le prévoit.

### Occupation des sols
L'occupation des sols de la commune, telle qu'elle ressort de la base de données européenne d’occupation biophysique des sols Corine Land Cover (CLC), est marquée par l'importance des territoires agricoles (92,9 % en 2018), une proportion identique à celle de 1990 (92,9 %). La répartition détaillée en 2018 est la suivante : 
zones agricoles hétérogènes (59,9 %), terres arables (33 %), milieux à végétation arbustive et/ou herbacée (4,8 %), zones humides côtières (2,3 %). L'évolution de l’occupation des sols de la commune et de ses infrastructures peut être observée sur les différentes représentations cartographiques du territoire : la carte de Cassini (XVIIIe siècle), la carte d'état-major (1820-1866) et les cartes ou photos aériennes de l'IGN pour la période actuelle (1950 à aujourd'hui).

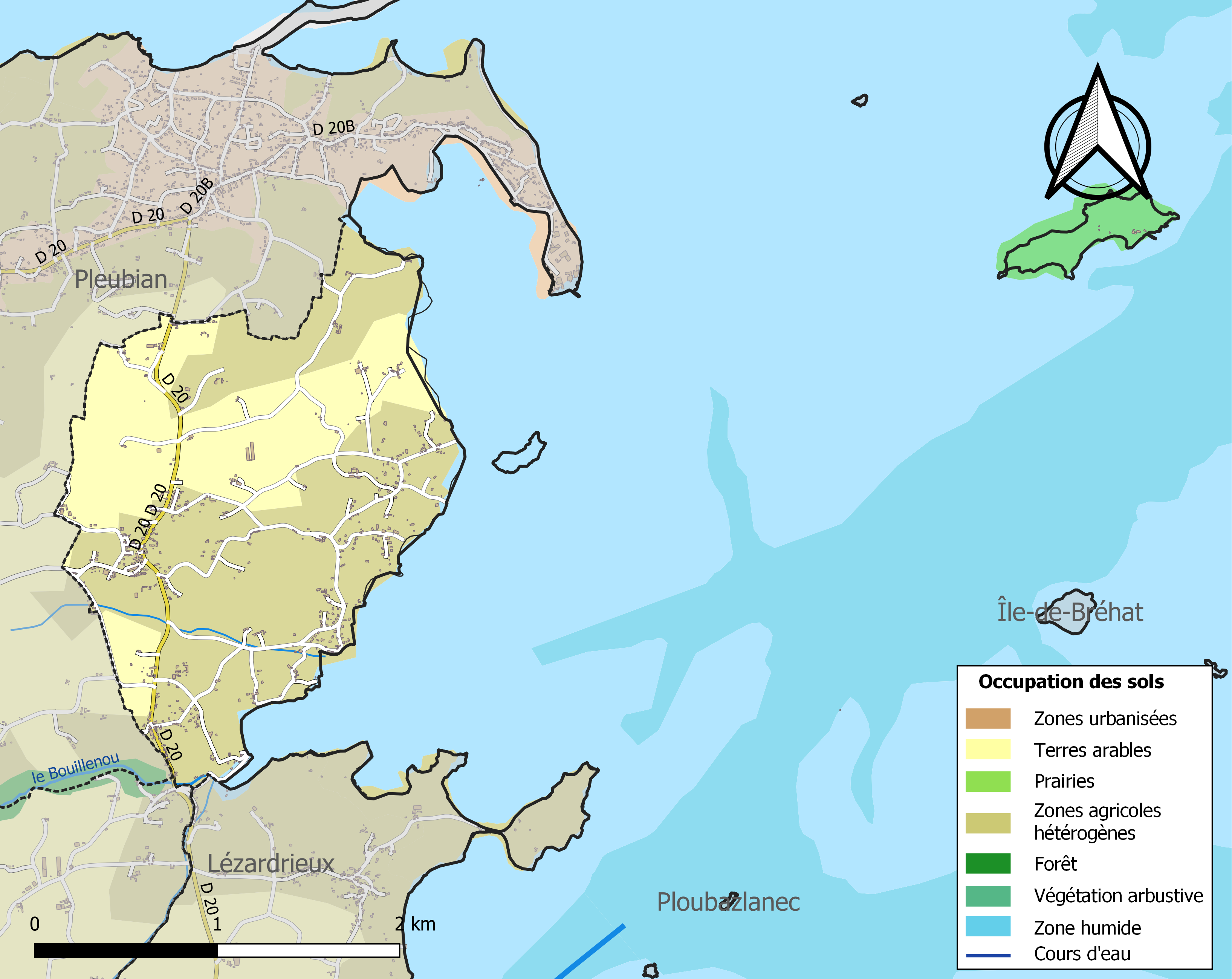
Carte des infrastructures et de l'occupation des sols de la commune en 2018 (CLC).

## Toponymie
Le nom de la localité est attesté sous les formes Landa Maudeti fin XIe siècle, Lanna Maudeti en 1237 et en 1330, Lanmeudez vers 1330, Lanmaude en 1585, Land-Modez en 1636.
L'hagiotoponyme caché de la commune vient du breton lan (ermitage) et de saint Maudez ou Maodez, saint breton du VIIe siècle qui s'installa sur l'île homonyme.

## Histoire

### Le Moyen Âge
La paroisse de Lanmodez, enclavée dans l'évêché de Tréguier, faisait partie du doyenné de Lannion relevant de l'évêché de Dol et était sous le vocable de saint Maudez.

### LeXXesiècle

#### Les guerres duXXesiècle
Le monument aux Morts porte les noms des 31 soldats morts pour la Patrie :
- 16 sont morts durant la Première Guerre mondiale.
- 4 sont morts durant la Seconde Guerre mondiale.
- 11 sont morts dans un cadre non déterminé (lacunes).

## Politique et administration

### Rattachements administratifs et électoraux
Rattachements administratifs
La commune se trouve dans l'arrondissement de Lannion du département des Côtes-d'Armor.
Elle faisait partie du canton de Lézardrieux. Dans le cadre du redécoupage cantonal de 2014 en France, cette circonscription administrative territoriale a disparu, et le canton n'est plus qu'une circonscription électorale.
Rattachements électoraux
Pour les élections départementales, la commune fait partie depuis 2014 du canton de Tréguier.
Pour l'élection des députés, elle fait partie de la cinquième circonscription des Côtes-d'Armor.

### Intercommunalité
Lanmodez était membre de la communauté de communes de la Presqu'île de Lézardrieux, un établissement public de coopération intercommunale (EPCI) à fiscalité propre créé en 2001 et auquel la commune avait transféré un certain nombre de ses compétences, dans les conditions déterminées par le code général des collectivités territoriales.
Dans le cadre des prescriptions de la loi portant nouvelle organisation territoriale de la République (Loi NOTRe), promulguée le 7 août 2015, qui prévoit que les établissements publics de coopération intercommunale (EPCI) à fiscalité propre doivent avoir un minimum de 15 000 habitants, cette intercommunalité a fusionné avec ses voisines pour former, le 1er janvier 2017, la communauté d'agglomération dénommée Lannion-Trégor Communauté, dont Lanmodez est désormais membre.

### Liste des maires
| Période                                  | Période        | Identité             | Étiquette | Qualité              |
| ---------------------------------------- | -------------- | -------------------- | --------- | -------------------- |
| Les données manquantes sont à compléter. |                |                      |           |                      |
| 1873                                     | 1888           | Étienne Le Contellec |           |                      |
| 1888                                     | 1905           | Joseph Jacob         |           |                      |
| Les données manquantes sont à compléter. |                |                      |           |                      |
| avant 1932                               | après 1939     | Yves Guyomar         |           |                      |
| ?                                        | 1950 (décès)   | Albert Guillou       |           |                      |
| 1950                                     | mars 1959      | Henri Pluën          |           |                      |
| mars 1959                                | mars 1977      | Joseph Jacob         |           |                      |
| mars 1977                                | mars 2001      | Yves Capitaine       | SE        | Agriculteur retraité |
| mars 2001                                | 3 juillet 2020 | Alain Gouronnec      | DVD       | Ingénieur retraité   |
| 3 juillet 2020                           | En cours       | Lydie Domancich      |           | Pianiste             |

## Population et société

### Démographie
| 1793 | 1800 | 1806 | 1821 | 1831 | 1836 | 1841 | 1846 | 1851 |
| ---- | ---- | ---- | ---- | ---- | ---- | ---- | ---- | ---- |
| 537  | 559  | 545  | 582  | 675  | 664  | 677  | 700  | 619  |

| 1856 | 1861 | 1866 | 1872 | 1876 | 1881 | 1886 | 1891 | 1896 |
| ---- | ---- | ---- | ---- | ---- | ---- | ---- | ---- | ---- |
| 622  | 640  | 652  | 641  | 586  | 556  | 586  | 558  | 549  |

| 1901 | 1906 | 1911 | 1921 | 1926 | 1931 | 1936 | 1946 | 1954 |
| ---- | ---- | ---- | ---- | ---- | ---- | ---- | ---- | ---- |
| 530  | 603  | 580  | 454  | 461  | 413  | 409  | 399  | 423  |

| 1962 | 1968 | 1975 | 1982 | 1990 | 1999 | 2004 | 2006 | 2009 |
| ---- | ---- | ---- | ---- | ---- | ---- | ---- | ---- | ---- |
| 447  | 418  | 394  | 392  | 392  | 431  | 418  | 420  | 454  |

| 2014 | 2019 | 2022 | - | - | - | - | - | - |
| ---- | ---- | ---- | - | - | - | - | - | - |
| 431  | 404  | 400  | - | - | - | - | - | - |

La démographie n'a guère évolué au cours de la seconde moitié du XXe siècle. Depuis une vingtaine d'années, un certain nombre de résidences secondaires ont été construites sur le littoral, même si cette pression foncière est beaucoup moins forte que dans les autres communes littorales.

### Enseignement
Il existe un regroupement pédagogique entre l'école publique de Lanmodez, située au bourg, et celle de la commune voisine de Pleumeur-Gautier.

## Économie

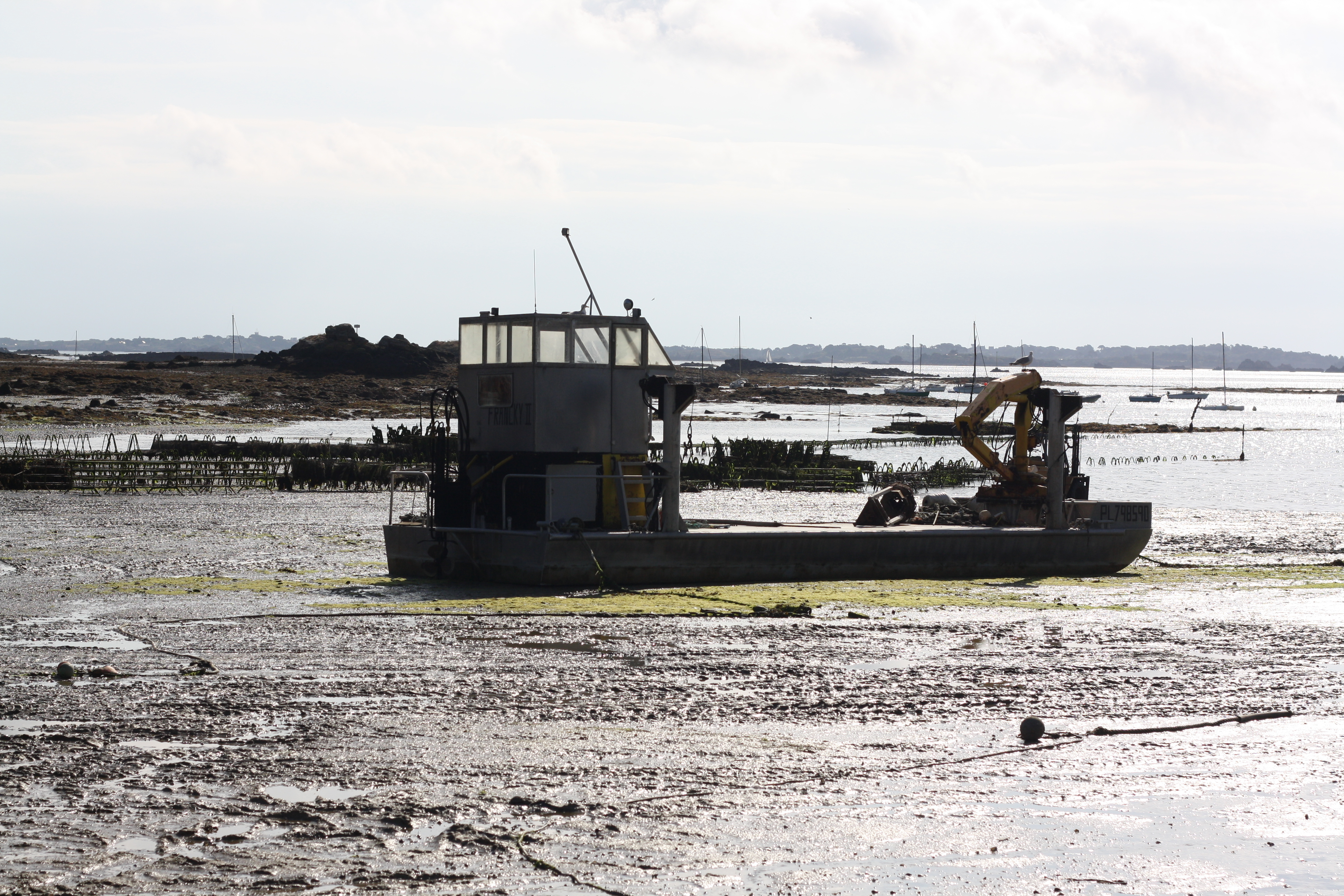
La zone ostréicole.

La commune possède une zone ostréicole.

## Culture locale et patrimoine

### Édifices religieux
- L'église paroissiale Saint-Maudez (XVIIIe siècle) ;
- La chapelle Notre-Dame-de-Kermassac'h (XVIIIe siècle) ;
- La chapelle Notre-Dame-de-Bouan (XIXe siècle) ;
- La chapelle Notre-Dame-de-Bonne-Nouvelle.

Sur l'île Maudez (propriété privée) :
- L'oratoire de Saint-Maudez  (VIe / XIIe siècles)
- L'ancienne église prieurale Saint-Maudez (XIe – XIIe siècle)
- La chapelle moderne Saint-Maudez (XIXe siècle)
- Le prieuré de l'île Modez (XIe / XIIe siècle - XVe siècle)

### Lieux et monuments
- L'allée couverte de l'île Coalen, classée au titre des monuments historiques en 1977[24] ;
- Le souterrain de Kermanguy (âge du fer) ;
- Le château de la Villeneuve (XVIIe siècle), inscrit à l'inventaire général du patrimoine culturel[25] ;
- Le manoir de Kermarquer (XVIe siècle) ;
- L'ancien manoir de Kermanguy (XVIIe siècle) ;
- L'ancien manoir de Troguerat (XVIIe ou XVIe siècle) ;
- Le colombier de Troguerat (XVIIe siècle) ;
- Le moulin de Keranio (XVIe siècle).

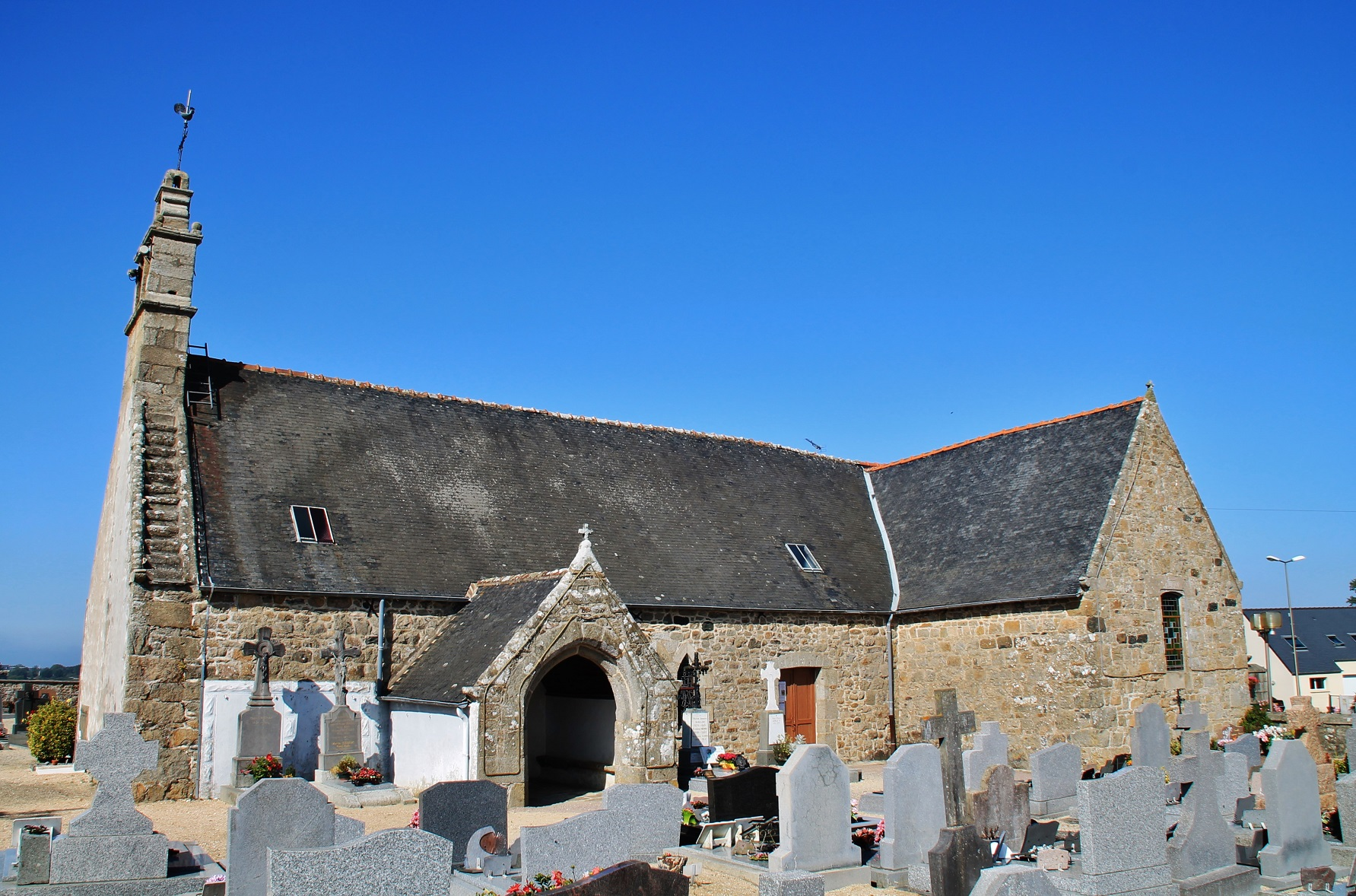
Église Saint-Maudez.
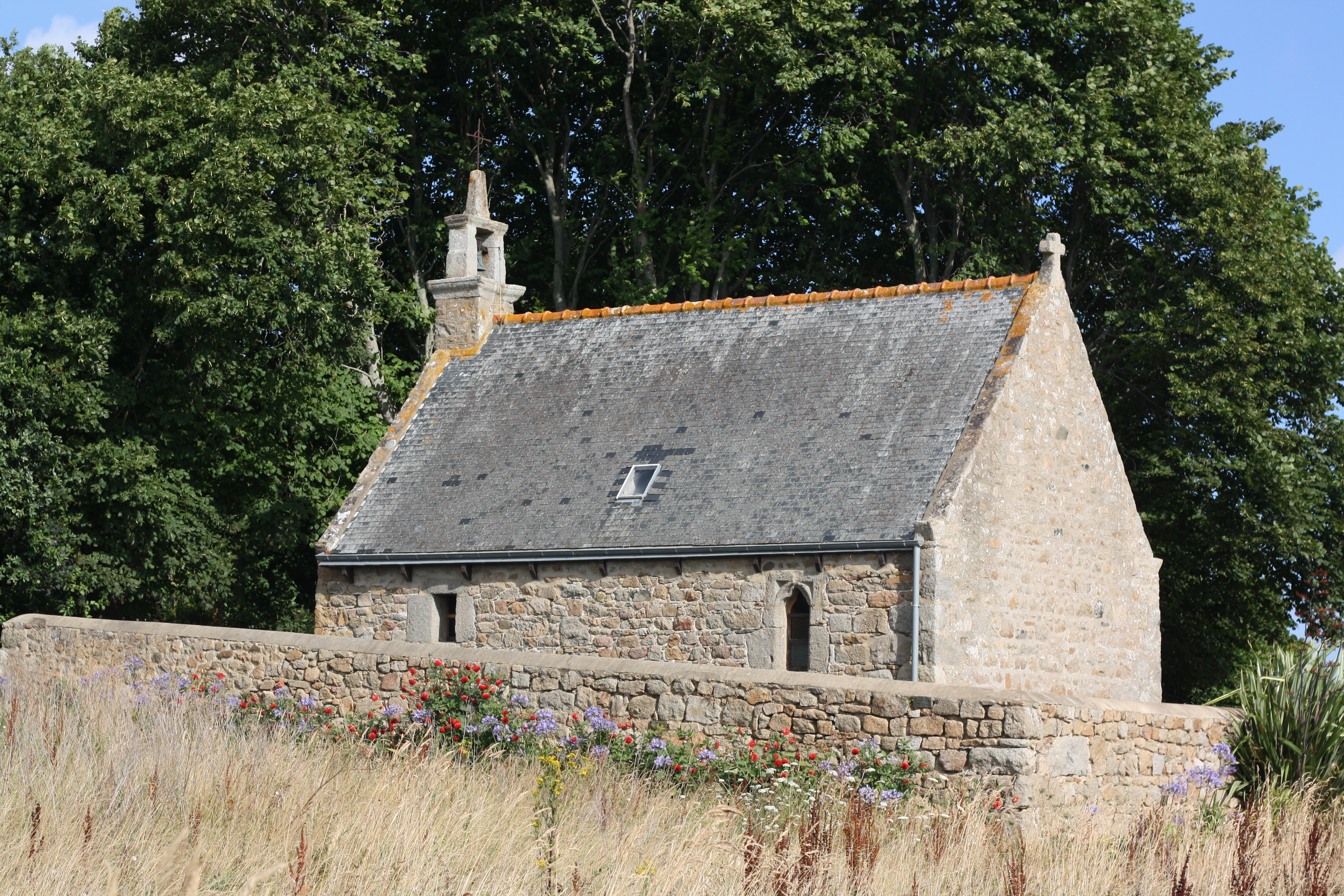
Chapelle Notre-Dame de Bonne-Nouvelle.
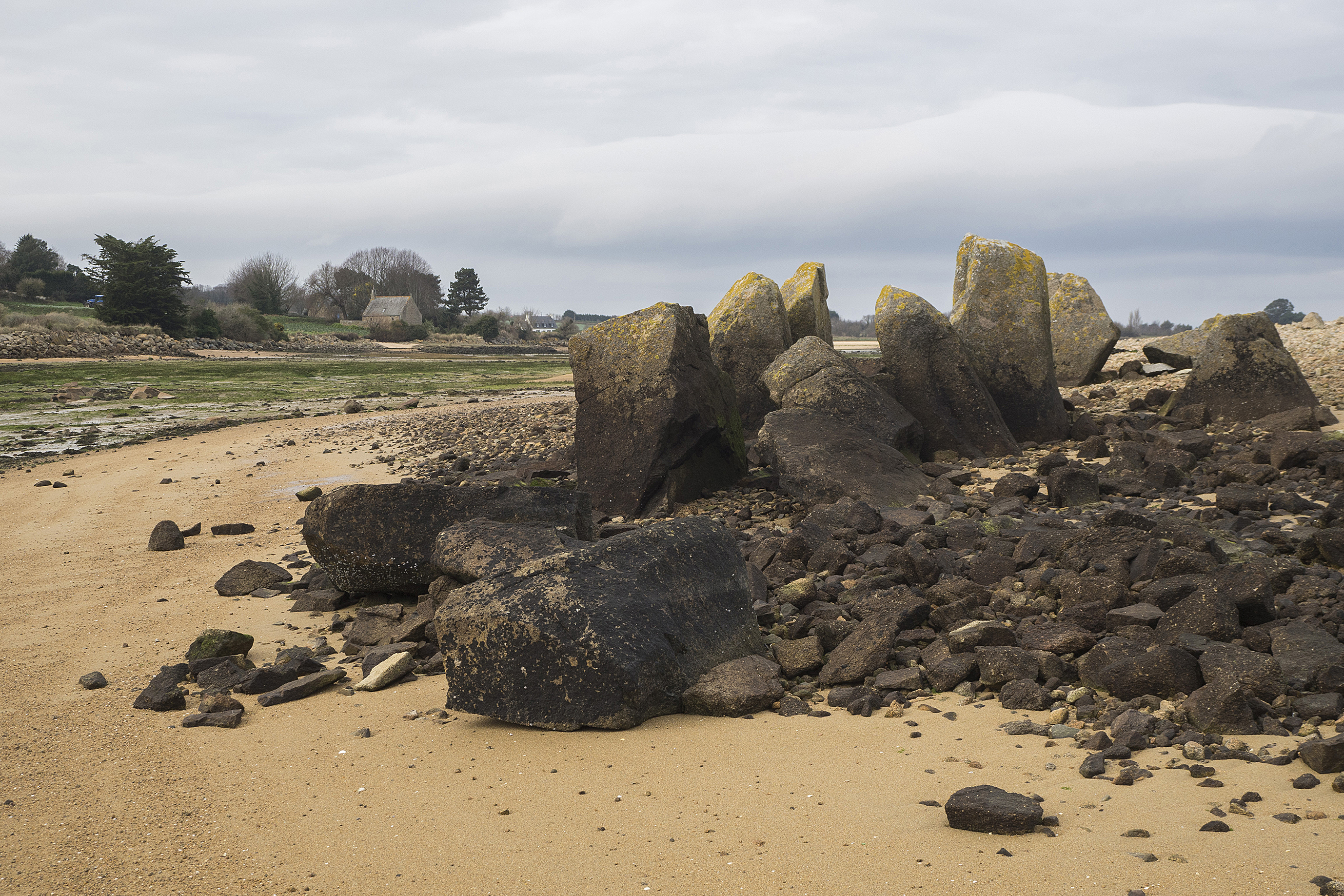
Allée couverte de l'île Coalen.
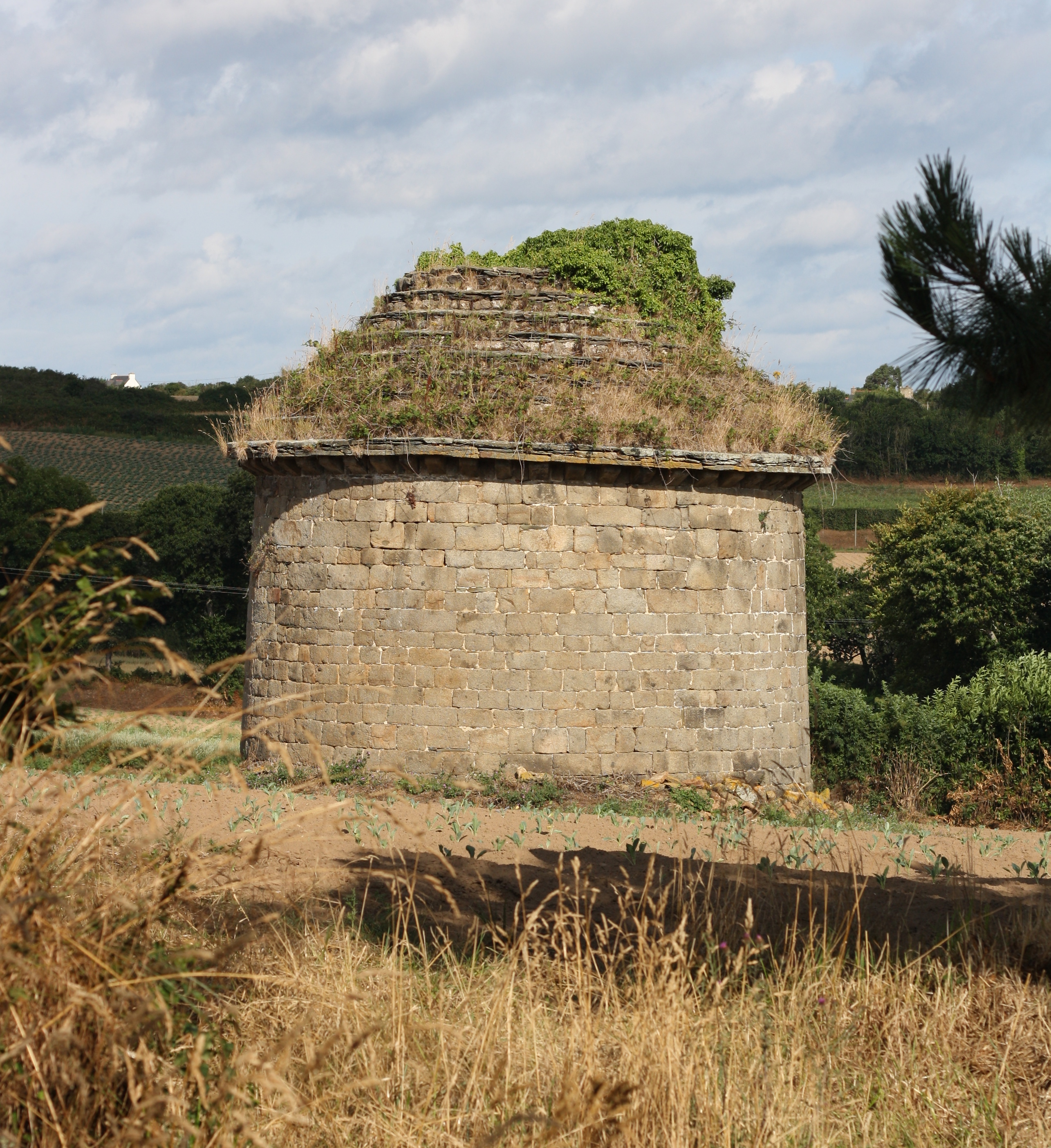
Moulin.
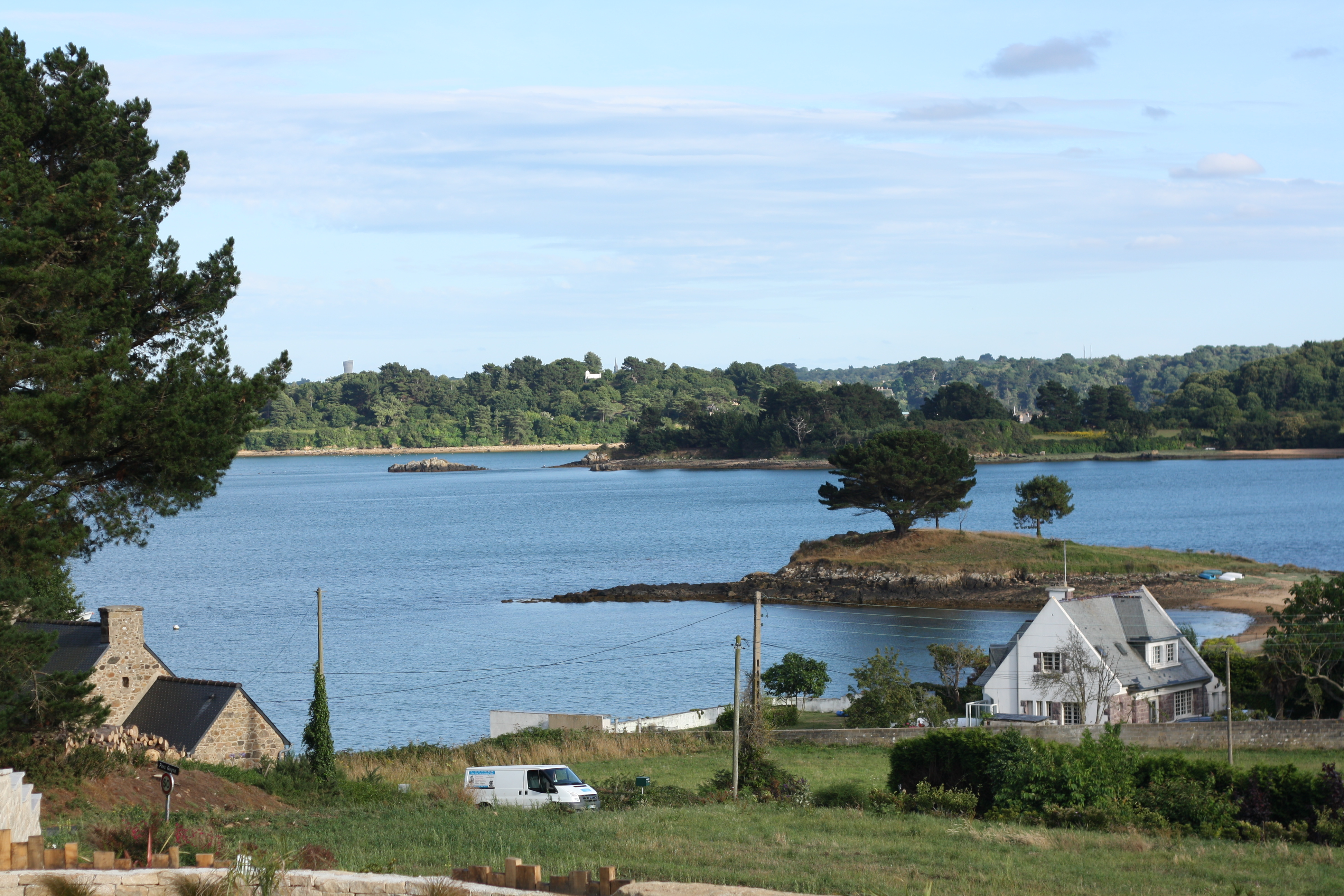
Pors Guyon.

### Personnalités liées à la commune
- Michel Champion, artiste peintre et cofondateur de l'Association des copistes des musées français (ACMF) ;
- Serge Le Vaillant (1958-), animateur radio, vit à Lanmodez où il poursuit ses activités de romancier[26] ;
- Erik Orsenna (1947-), écrivain et membre de l'Académie Française, qui, après avoir vécu sur l'île de Bréhat, possède aujourd'hui une résidence à Lanmodez[27] ;
- Gilbert Renault, alias le Colonel Rémy (1904-1984) chef d'un réseau de Résistance durant la Seconde Guerre mondiale, puis auteur, historien et scénariste avait choisi de finir ses jours à Lanmodez[28]. Une plaque célèbre sa mémoire sur l'un des murs de la mairie[29] ;
- Jean-François Revel (1924-2006), philosophe et écrivain, membre de l'Académie française, et son épouse Claude Sarraute (1927-2023), chroniqueuse TV, y ont acquis une maison avec vue sur l'île de Bréhat[30]. Au bourg, une salle consacrée à la culture porte le nom de Jean-François Revel[31].
- Françoise Lescouarch et Luc Corlouër, Lézardrieux-Lanmodez Histoires, 2024, Éditions le Cormoran, 250 pages